# FreeOrion
FreeOrion è un videogioco open source, a turni, di gestione e di conquista di un impero spaziale (4X), progettato da FreeOrion Project. FreeOrion si ispira fortemente alla serie Master of Orion, dal quale si discosta per alcune scelte di design e per alcune ispirazioni tratte da altri giochi del genere, come Sid Meier's Alpha Centauri.
La versione 0.1 risale al 2004; a marzo 2016 è in fase beta, alla versione 0.4.5.

## Galleria d'immagini

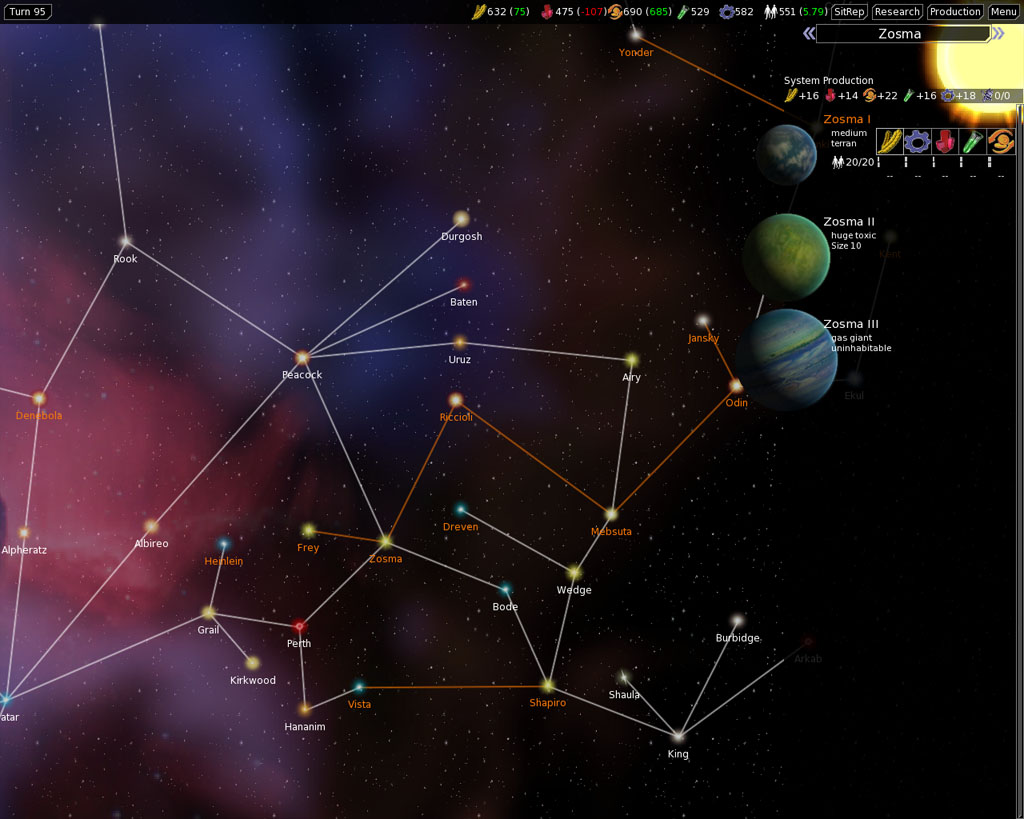
Screenshot della versione 0.3
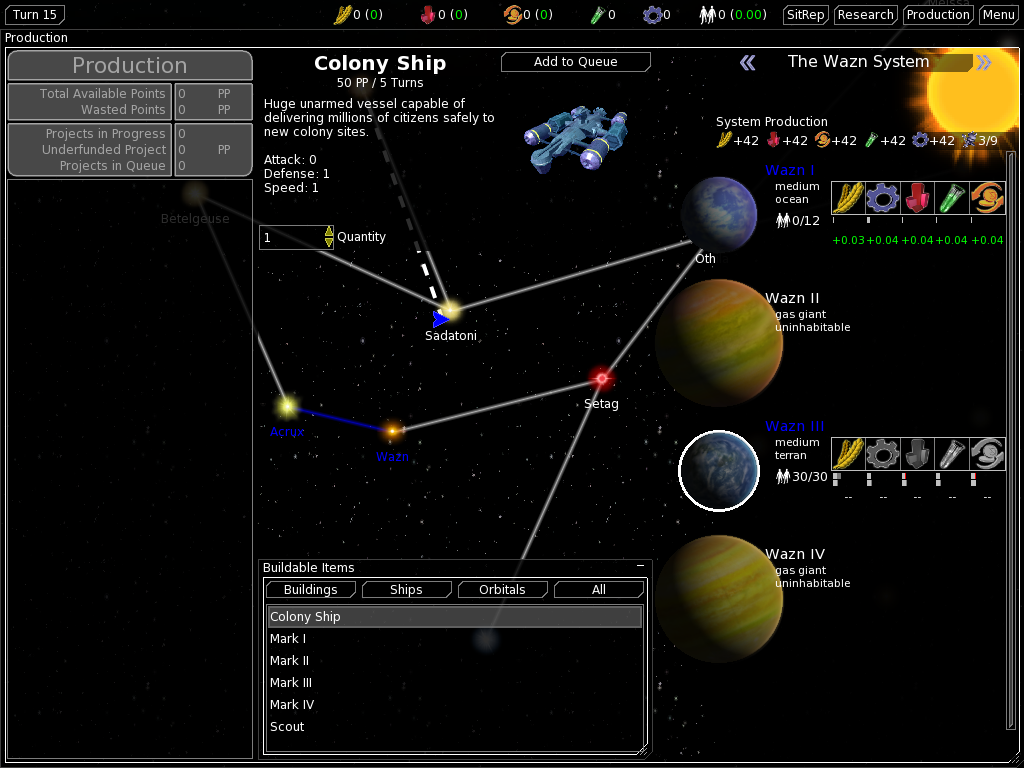
Schermata di produzione
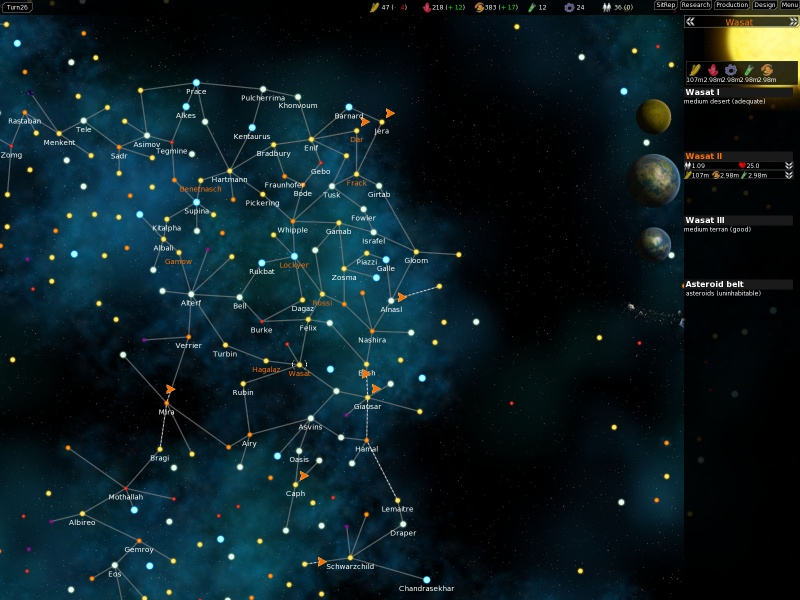
Mappa della galassia